# Batracomorphus rhea
Batracomorphus rhea är en insektsart som beskrevs av Knight 1983. Batracomorphus rhea ingår i släktet Batracomorphus och familjen dvärgstritar. Inga underarter finns listade i Catalogue of Life.